# Álvaro Carolino
Álvaro Carolino Nascimento, plus communément appelé Álvaro Carolino, est un footballeur et entraîneur portugais né le 7 avril 1951 à Palmela et mort le 10 août 2001. Il évoluait au poste de défenseur central.

## Biographie

### En club
Álvaro Carolino commence sa carrière senior en 1969 avec le GD Peniche en deuxième division portugaise,,.
En 1972, il est transféré au CD Montijo et découvre la première division,,.
Après deux saisons à Montijo, il rejoint le Boavista FC en 1974,,.
Avec Boavista, il remporte la Coupe du Portugal en 1975 et en 1976,,.
Il finit sa carrière sur une dernière saison 1980-1981 avec l'Académica de Coimbra,,.
Il dispute un total de 149 matchs pour un but marqué en première division portugaise,. Au sein des compétitions européennes, il dispute 8 matchs en Coupe des coupes pour aucun but marqué.

### En équipe nationale
International portugais, il reçoit deux sélections en équipe du Portugal. Le 19 novembre 1975, il dispute un match de qualification pour l'Euro 1976 contre l'Angleterre (match nul 1-1 à Lisbonne). Le 30 mars 1977, il joue un match amical contre la Suisse (victoire 1-0 à Funchal).

### Entraîneur
Après sa carrière de joueur, il poursuit une carrière d'entraîneur au Portugal.

## Palmarès
Boavista FC
- Coupe du Portugal (2) :
  - Vainqueur : 1974-75 et 1975-76.